# Catherine Anderson
Catherine Anderson (1947) es una escritora estadounidense de novelas románticas históricas y contemporáneas publicada desde 1988.

## Biografía
Escritora estadounidense, Catherine Anderson nació en 1947. Es hija de una escritora, por lo que la literatura le viene de familia. De pequeña, antes de aprenderá a leer, su madre le leía libros, y ella inventaba historias para sus muñecas.
Ya en la adolescencia Catherine comenzó a escribir, para ella es algo tan necesario como respirar. Primero contó con el apoyo incondicional de su madre y más tarde con el de su marido Sid. De todas formas lograr que la publicasen fue una tarea difícil, por lo que siguió estudiando e incluso fue a la universidad, donde el propio decano alabó su forma de redacción.
Como su marido Sid, era empresario, ella se decidió a estudiar contabilidad para ayudarlo en su empresa. Pero esa vida le resultaba muy aburrida, por fin le confesó a su marido que quería dejar de trabajar para escribir, y su marido en vez de enojarse, le regaló una máquina de escribir electrónica. Catherine se decidió por el romance, para lo cual contó con la ayuda de su amiga Stella Cameron. El 1988 logró vender su primer libro, dedicándose desde entonces a ello.
En 2003, Catherine y Sid, su marido, decidieron fijar su residencia en el estado de Oregón, donde tenían una acogedora cabaña. En 2004, construyeron un encantador chalet, ideal para inspirarse a escribir. A Catherine le gusta salir a pasear con sus dos perros, Sam and Sasy, sin ver ninguna casa a su alrededor. Cuando necesitan compañía, visitan a sus amigos, a sus hijos y nueras o viajan por todo el mundo.

## Carrera literaria
En 1988 Catherine Anderson vendió su primer libro, un Harlequin Intriga. Desde entonces ha consolidado su carrera como autora romántica. Si nos fijamos en el estilo de escribir de Catherine, podemos apreciar que comenzó con novelas de Intriga para harlequin, también ha escrito novelas históricas y novelas contemporáneas, la mayoría de sus novelas están situadas en su amado estado de Oregón, bien sea en la época de la conquista del oesto o en la actualidad. También cabe destacar que en muchas de sus novelas alguno de los protagonistas tiene algún tipo de defecto o limitación física, Catherine aborda el tema con naturalidad y frescura que ha cautivado a los lectores y le han merecido diversos premios. 

### Novelas independiente
- Reasonable Doubt, 1988
- Whitout a Trace, 1989
- Switchback, 1990
- Cry of the Wild, 1992
- Coming up Roses, 1970
- Cheyenne Amber, 1994
- "Shotgun Bride" in Tall, Dark, and Dangerous, 1994
- "Fancy Free" in Three Weddings and a Kiss, 1995 (Amor de fantasía en "TRES BODAS Y UN BESO")
- Annie's Song, 1996 (La canción de Annie)
- Simply Love, 1997
- Cherish, 1998
- Forever After, 1998
- Seventh Heaven, 2000
- Always in Ny Heart, 2002
- How Likely Is It, 1998
- Prime Time, 1998
- Trysting Tree, 1998
- Only by Your Touch, 2003
- Apple Orchard, 2005

### Saga Comanche
1. Comanche Moon, 1991 (Luna comanche)
2. Comanche Heart, 1991
3. Indigo Blue, 1992
4. Comanche Magic, 1994

### Keegan-Paxton Family Saga Series
1. Keegan's Lady, 1996
2. "Beautiful Gifts" in The True Love Wedding Dress, 2005
3. Summer Breeze, 2006
4. Early Dawn, 2010

### Kendrick-Coulter-Harrigan Family Saga Series
1. Baby Love, 1999
2. Phantom Waltz, 2001
3. Sweet Nothings, 2002
4. Blue Skies, 2004
5. Bright Eyes, 2004
6. My Sunshine, 2005
7. Sun Kissed, 2007
8. Morning Light, 2008
9. Star Bright, 2009